# Ward County, Texas
Ward County är ett administrativt område i delstaten Texas, USA, med 10 658 invånare (2010). Den administrativa huvudorten (County Seat) är Monahans.

## Geografi
Enligt United States Census Bureau så har countyt en total area på 2 165 km². 2 163 av den arean är land och 3 km² är vatten.  

### Angränsande countyn
- Winkler County - norr
- Ector County - nordost
- Crane County - öster
- Pecos County - söder
- Reeves County - väster
- Loving County - nordväst